# マイク・ニュートン (架空の人物)
マイク・ニュートン( 英: Mike Newton )は、ステファニー・メイヤーの小説『トワイライト』シリーズに登場する人物である。

## 概要
本作に登場するベラ・スワンの同級生で、フォークスにあるキャンプ用品店の息子である。

## 人物

### 外見
うすいブロンドに明るい青い瞳。身長は5'11"、約180.3cm。ハンサムで、ベラ・スワンに初めて会った時は童顔だったがだんだんと大人らしくなっていった。はじめは髪をツンツンにしていたが、そのうちそれをやめてエドワード・カレンにインスパイアされた髪型になった。

### 来歴
マイクは1988年、カリフォルニア州州都のサクラメントで一人っ子として生まれた。
10歳の時に両親は彼とフォークスに引っ越し、ニュートンキャンプ用品店( Newton's Olympic Outfitters )を開く。高校に通っていた時は店で働いていた。
マイクはとても人気があり、ローレンや、のちにはジェシカといった学校内でいちばん人気の女の子たちと遊んでいた。